# Bunt Młodych
Bunt Młodych – czasopismo polityczno-społeczne, dwutygodnik, wydawany od 1931 roku pod redakcją Jerzego Giedroycia, kiedy przekształciło się z piłsudczykowskiego „Dnia Akademickiego”, pisma stowarzyszenia Myśl Mocarstwowa. Redakcja mieściła się przy ulicy Hipotecznej w Warszawie. W marcu 1937 roku pismo zmieniło nazwę na „Polityka”.
Jerzy Giedroyc skupił w redakcji grupę wybitnych młodych publicystów, wśród których byli: Adolf Bocheński, Aleksander Bocheński, Józef Bocheński, Wacław Zbyszewski, Mieczysław Pruszyński, Kazimierz Studentowicz, Stanisław Swianiewicz, Piotr Dunin Borkowski, Jerzy Niezbrzycki, Stefan Kisielewski, Czesław Straszewicz.
25 lutego 1939 na łamach „Polityki” ukazał się artykuł redakcyjny pt. Żądamy polskiego „hitleryzmu”.